# 蔡依林影視作品
臺灣藝人蔡依林迄今參與兩部電影、五部微電影及八部電視節目。2001年8月，主演中視綜藝節目《周日八點黨》環節〈周日偶像誌〉中的單元劇〈捕手〉。同年12月，出演華視電視劇《青春6人行》。2002年3月，出演中視電視劇《來我家吧！》。同年8月，出演華視電視劇《偷偷愛上你》。2003年3月，主演中視電視劇《Hi 上班女郎》。2005年5月，主演華視教育節目《莒光園地》單元劇〈攏是冠軍〉。
2007年9月，主演電影《特務J》。2013年1月，主演微電影《把樂帶回家》，並連續三年出演該系列微電影。2014年10月，主演微電影《背包女孩的願望》。同月，擔任中國中央電視台綜藝節目《中國正在聽》評審。2016年2月，為動畫電影《動物方城市》臺灣中文版配音哈茱蒂一角。2019年1月，擔任愛奇藝綜藝節目《青春有你》舞蹈導師。

## 電影
| 年份 | 名稱                         | 角色   | 附註           |
| ---- | ---------------------------- | ------ | -------------- |
| 2007 | 《特務J》                    | 特務J  | 女演員         |
| 2016 | 《動物方城市》（臺灣配音版） | 哈茱蒂 | 女演員（配音） |

## 微電影
| 年份 | 名稱               | 角色   | 附註   |
| ---- | ------------------ | ------ | ------ |
| 2013 | 《把樂帶回家2013》 | —      | 女演員 |
| 2014 | 《把樂帶回家2014》 | 蔡小果 | 女演員 |
| 2014 | 《背包女孩的願望》 | —      | 女演員 |
| 2015 | 《把樂帶回家2015》 | —      | 女演員 |
| 2016 | 《把樂帶回家2016》 | —      | 女演員 |

## 電視節目
| † | 指代友情客串 |

| 年份 | 名稱            | 角色     | 單元         | 附註   |
| ---- | --------------- | -------- | ------------ | ------ |
| 2001 | 《周日偶像誌》  | 林林     | 〈捕手〉     | 女演員 |
| 2001 | 《青春6人行》   | 小愛 †   | 第11—12集    | 女演員 |
| 2002 | 《來我家吧！》  | 高安娜 † | 第4集        | 女演員 |
| 2002 | 《偷偷愛上你》  | 蔡依林 † | 第10集       | 女演員 |
| 2003 | 《Hi 上班女郎》 | 傅宜伶   | —            | 女演員 |
| 2005 | 《莒光園地》    | 萬美珊   | 〈攏是冠軍〉 | 女演員 |
| 2014 | 《中國正在聽》  | —        | —            | 評審   |
| 2019 | 《青春有你》    | —        | —            | 導師   |

## 外部連結
- 蔡依林在互联网电影资料库（IMDb）上的資料（英文）